# MAN NL 202
De MAN NL 202 is een bus, geproduceerd door de Duitse busfabrikant MAN van 1989 tot 1992. De MAN NL 202 was ontworpen voor de toen nog geldende VÖV regels en is de opvolger van de MAN SL 202. In 1992 kreeg de NL 202 een aantal aanpassingen en werd vanaf toen MAN NL 202 (2) genoemd. Later werd deze naam gewijzigd in MAN A10 vanwege de chassis. Van de NL 202 werd in 1990 ook een gelede versie gemaakt, deze werd de MAN NG 272 genoemd. 

## Specificaties
De bus lijkt veel op de Mercedes-Benz O405, die net als de NL 202 een Überland-front heeft. De bus heeft een lage vloer, dus een trede is niet meer noodzakelijk.

## Inzet
De bussen werden ingezet in verschillende landen. De meeste exemplaren kwamen voor in Duitsland, maar daar naast zijn er verschillende exemplaren geëxporteerd. In Nederland kwamen in de jaren 1990 twee bussen op proef bij NZH van het type Berkhof 2000NL. Deze twee bussen werden gebouwd op een chassis van de MAN NL 202. Van de twee bussen is alleen de 2017 nog in dienst bij Veolia Transport als OV-chipkaart infobus.
| Bedrijf            | Serie             | Aantal    | Inzet                     | Opmerking |
| Duitsland          | Duitsland         | Duitsland | Duitsland                 | Duitsland |
| ------------------ | ----------------- | --------- | ------------------------- | --- |
| BoGeStra           | 8901-8923         | 23        | Metropoolgebied Rijn-Ruhr | |
| BoGeStra           | 9201-9207         | 7         | Metropoolgebied Rijn-Ruhr | |
| BSAG               | 4046-4055         | 10        | Bremen                    | |
| BSAG               | 4301-4320         | 20        | Bremen                    | |
| Stadtwerke Münster | 9100-9104         | 5         | Münster                   | Enkele zijn nog maar in dienst                                                                                               |
| Stadtwerke Münster | 9200-9207         | 8         | Münster                   | Enkele zijn nog maar in dienst                                                                                               |
| SWT                | 35, ??            | >1        | Trier                     | |
| Vestischer-Bus     | 2001-2007         | 7         | Metropoolgebied Rijn-Ruhr | Buiten dienst |
| Vestischer-Bus     | 2710-2716         | 7         | Metropoolgebied Rijn-Ruhr | Buiten dienst |
| Nederland          |                   |           |                           | |
| NZH                | 2016-2017         | 2         | Zuid-Holland              | Buiten dienst. 2017 doet anno 2012 dienst bij Veolia Transport als OV-chipkaart infobus. Droegen een carrosserie van Berkhof |
| SBM                | 20-21 (1), 21 (2) | 3         | Maastricht                | Droegen een carrosserie van Berkhof                                                                                          |
| Veolia Transport   | 120               | 1         | Ov-chipkaart infobus      | Ex-NZH 2017 Droeg een carrosserie van Berkhof                                                                                |